# Лужки (Новоорський район)
Лужки́ (рос. Лужки) — село у складі Новорського району Оренбурзької області, Росія.

## Населення
Населення — 225 осіб (2010; 344 у 2002).
Національний склад (станом на 2002 рік):
- казахи — 87 %